# Pudlingarnia
Pudlingarnia – zakład, w którym wykonywane jest pudlingowanie (też: pudlowanie, z ang. to puddle – miesić, przewracać), czyli proces oczyszczania surówki z domieszek węgla, krzemu i manganu przez ogrzewanie jej w piecu pudlarskim.
Pudlingarnie zaczęły powstawać po roku 1784, w którym Henry Cort opracował proces pudlarski, w którym do świeżenia surówki żelaznej zastosował piec promieniujący, opalany węglem kamiennym i tak zbudowany, że przerabiana surówka stykała się jedynie z płomieniem, a nie z samym węglem. Obok pieca pudlarskiego w pudlingarni pracował zwykle młot do wstępnego formowania brył żelaza do żądanego kształtu. Pudlingarnie były organizowane albo wprost przy wielkich piecach, gdzie produkowały bochny żelaza, które były sprzedawane na zewnątrz, albo też jako wydziały wejściowe takich zakładów produkcyjnych, jak np. walcownie i wtedy przerabiały surówkę sprowadzaną z zewnątrz.
Na dzisiejszych ziemiach polskich pierwsze pudlingarnie powstały w 1828 r. na Górnym Śląsku. W Zagłębiu Staropolskim, wobec braku węgla kamiennego, najpierw przy wielkim piecu w Machorach, a potem w Koniecpolu przeprowadzono próby pudlingowania w piecach opalanych drewnem. Gdy próby się powiodły, zaprojektowano w Sielpi Wielkiej trzy piece pudlarskie i do tego odpowiedni młot oraz walcownię, uruchomione w latach 1833–1835. W latach 30. XIX w. pudlingarnia i walcownia działały w Michałowie. Zostały zlikwidowane ok. 1839-1941 r. w związku z budową zakładu wielkopiecowego.